# 堤通
堤通（日语：／ Tsutsumidōri */?）是東京都墨田區的町名。現行行政地名為堤通一丁目與堤通二丁目。郵遞區號為131-0034。

## 地理
位於墨田區北部西端，南北狹長。北與足立區千住曙町之間以舊綾瀨川為界，東接墨田與東向島，南鄰向島，西與荒川區南千住、台東區橋場之間以隅田川為界。町域北邊的舊綾瀨川為墨田區-荒川區區界，西邊的隅田川是墨田區-荒川區、台東區區界。町域東邊有墨堤通，西邊有首都高速道路。東西向的明治通穿越町域中央，南側為堤通一丁目，北側為二丁目。墨堤通沿線是長達1.2公里的都營白鬚東公寓高層集合住宅群。

### 河川
- 隅田川 - 水神大橋（都道461號線支線）、白鬚橋（都道306號線〔明治通〕）。
- 舊綾瀨川 - 綾瀨橋（都道461號線〔墨堤通〕）。

## 歷史
1964年（昭和39年）實施新住居表示，寺島町三丁目、隅田町一～二丁目各一部分合併成立堤通一～三丁目。1978年（昭和53年）三丁目併入二丁目。

### 地名由來
隅田川堤防上的道路俗稱堤通。

## 交通

### 鐵路
町域內沒有鐵路車站，可利用東武伊勢崎線東向島站（東向島四丁目）與鐘淵站（墨田五丁目）。

### 道路
- 首都高速6號向島線 : 向島出入口 / 堤通出入口
- 東京都道306號王子千住南砂町線（明治通）
- 東京都道461號吾妻橋伊興町線（墨堤通）

## 設施
- 墨田區梅若橋社區會館 - 堤通二丁目。
- 墨田區立鐘淵中學校 - 堤通二丁目。
- 墨田區立堤小學校 - 堤通二丁目。
- 墨田幼稚園 - 堤通一丁目。
- 水神保育園 - 堤通二丁目。
- 東京都復健醫院 - 堤通二丁目。
- 堤通公園 -　堤通一丁目。
- 東白鬚公園 - 堤通二丁目。
- 木母寺 - 天台宗的佛教寺院。山號、院號為梅柳山。堤通二丁目。
- 隅田川神社 - 堤通二丁目。

## 備註
1. ↑  墨田区世帯人口現況8月分[永久]